# Аполлонівка (Севастополь)
Аполлонівка (крим. Apolonivka) — район у складі Нахімовського району міста Севастополь, що знаходиться в однойменній балці на березі однойменної бухти.

## Опис
Основні магістралі: Причальна вулиця, Пляжна вулиця.
Назва пов'язана з ім'ям полковника Аполлона Гальберга (Гальберха), який командував у 80-90-х роках XVIII століття провіантськими складами боєприпасів та артилерійською батареєю № 5, розташованими в цьому місці.
Звивисті вулиці Аполлонівки ведуть до дерев'яного причалу та маленького пляжу для місцевих. Дорогою зустрічаються увиті багаторічними виноградниками будинки.